# Christoffel van Dijck
Christoffel van Dijck (Dexheim (bij Frankfurt, Duitsland), 1606 of 1607 - Amsterdam, 1669) was een Nederlandse drukker, lettergieter, stempelsnijder en ontwerper van lettertypes. Hij werkte voor de uitgeverij Elsevier. Daarnaast ontwierp hij een Hebreeuws lettertype voor de Hebreeuwse bijbel van de rabbi en lettergieter Immanuel 'Ati'as/Joseph Athias. Dit type werd bekend  onder de naam Otiyot Amsterdam ("Letters uit Amsterdam").
Zijn lettertypen werden gekopieerd door verscheidene drukkers en ontwerpers onder meer Théophile Beaudoire in de 19e eeuw. Van Dijcks werk leeft voort in hedendaagse fonts Christoffel van Dijck en DTL-Elsevir.

## Levensloop
Mogelijk kwam hij kort voor 1640 naar Amsterdam om als leerling-gezel bij een goudsmid te werken. Uit een akte opgemaakt voor zijn huwelijk op 11 september 1642 blijkt dat hij op dat moment 36 jaar was, en voordien nooit gehuwd was geweest. Hij trouwde met Swaentje Harmens, de weduwe van Joh. de Praet. Zijn adres is dan in de Breestraat, beroep: lettergieter. In een latere akte uit 1642 wordt hij aangeduid als goudsmit gevestigd in de Breestraat. Later had hij van 1647 tot 1649 een lettergieterij aan de Bloemgracht in Amsterdam tot hij failliet ging. Een volgend adres is aan de Elandsgracht. Na 1650 ging het beter. In 1652 kreeg hij een erfenis van zijn ouders en zijn zaken schijnen in de jaren tussen 1650 en 1660 te floreren. Uit een akte gedateerd 27 november 1658, blijkt dat hij ook punches maakte, want hij zal de punches en matrijzen leveren voor twee corpsen Armeens. Na zijn overlijden in 1669 overleefde zijn zoon Abraham, die eveneens punches sneed en lettergieter was, hem drie jaar. Abraham stierf eind februari 1672.

## Nagelaten materiaal
Op 6 april 1673 verscheen de aankondiging in de Opregte Haarlemse Courant voor de veiling in de Elandstraat op maandag 10 april van de inboedel - matrijzen en punches - van de lettergieterij. Het meeste materiaal werd gekocht door de boekverkoper en drukker/uitgever Daniël Elsevier, die in 1681 overleed. Elsevier gebruikte het materiaal maar goot nooit letters voor anderen. Na de dood van Daniël gingen de meeste van zijn loden letters, matrijzen en stempels verloren.
In 1681 wilde  de weduwe van Daniel Elsevier de gieterij van de familie verkopen. De veiling was op 14 mei 1681. In de overgeleverde veilingbrochure staat een indrukwekkende lijst van Van Dijcks materiaal. Maar de verkoop schijnt niet door te zijn gegaan omdat de weduwe zelf snel overleed. Van Dijcks materiaal kwam in handen van Joseph Athias en Jan Bus.
Joseph Athias was een drukker van joodse afkomst. Juni 1683 kondigt hij in een advertentie aan, dat de beroemde lettergieterij van Christoffel van Dijck weer in gebruik is. Er is een letterproef bekend met daarop het adres van Athias op de Swanenburgstraat. In 1686 verhuist hij de persen en de gieterij naar de Nieuwe Heerengracht, tegenover de Plantage. Daar werkt hij samen met de weduwe van Jan Jacobz Schipper, als drukker en handelaar in bijbels.
De zaken gaan echter niet goed, en hij ziet zich genoodzaakt de helft van zijn materiaal te verkopen aan de weduwe Schippers. Na Athias' dood in 1700 nam zijn zoon Emanuel de lettergieterij over. Een paar jaar later verkoopt Emanual de andere helft van het materiaal aan Cornelia Cleyburg (geboren Schipper) die eerder getrouwd was met Pieter Dommer. Tot 1755 blijft alles in handen van de afstammelingen van de weduwe Schipper. 
In 1755 is er weer een veiling. Jan Roman boekhandelaar in de Kalverstraat koopt de lettergieterij en adverteert op 27 mei 1755, dat deze weer in bedrijf is. 19 oktober 1767 vindt de volgende veiling plaats, zo komt een deel in handen van de Haarlemse drukkersfamilie Enschedé en de gebroeders Ploos van Amstel, die later weer hun deel aan de Enschedés doorverkochten. Veel van Van Dijcks materiaal werd aan het eind van de 18e eeuw opgeruimd en verkocht als oud metaal. Slechts een cursief van 16 punten is over in de verzameling Enschedé.

## Moderne lettertypes met zijn naam
In de jaren 1937-1938 werd door de Engelse Monotype Corporation naar het 17e-eeuwse voorbeeld het lettertype Van Dijck series 203 uitgebracht. Deze letter is gemaakt naar de letter Augustijn Romein dat is te vinden in de letterproef uitgebracht in 1681 door de weduwe van Daniel Elsevier. Bij die onderneming was Jan van Krimpen (1892-1958), die voor Enschedé werkte, slechts als adviseur betrokken. Van Krimpen was een verklaard tegenstander van het kopiëren en aanpassen van historische lettertypen, in het begin van het project was Van Krimpen vrij enthousiast, maar later betitelde hij de romein als: a doctored adaptation of a seventeenth century Ducth face.
In 1992 verleende de Dutch Type Library de typograaf Gerard Daniëls de opdracht om op basis van het werk van Christoffel van Dijck een nieuwe fontfamilie te ontwerpen. Zo ontstond DTL Elzevir. De aanduiding Augustijn Romeyn komt van de weduwe van Daniël Elsevier. DTL Elzevir geeft net als de originele lettertypen van Christoffel van Dijcks, een compact en evenwichtig beeld en is daardoor zeer geschikt voor boeken.